# 密西西比州第二國會選區
密西西比州第二國會選區是美国密西西比州四個國會選區之一，現任眾議員為民主黨的班尼·湯普森。